# Tragisk ouvertyr
Tragisk ouvertyr, d-moll op. 81 är ett orkesterverk av Johannes Brahms, vilket han komponerade sommaren 1880 i Ischl, samtidigt som han arbetade med sin Akademisk festouvertyr. Anledningen till att Brahms skrev detta verk var troligen en anmodan om att skriva scenmusik till ett uppförande av Goethes drama Faust på Burgtheater i Wien. Denna plan fullföljdes aldrig, men Brahms fick inspiration till sin ouvertyr som uruppfördes 26 december 1880.